# Club de Fútbol Reus Deportiu
El Club de Futbol Reus Deportiu fue un club de fútbol español de la ciudad catalana de Reus, en Tarragona. Fundado en 1909, jugaba sus partidos en el Camp Nou Municipal de Reus, con capacidad para unas 4300 personas. Desde octubre de 2019 la entidad estaba sumida en un concurso de acreedores y el equipo no disputó ninguna competición liguera después de haber sido expulsado de Segunda División por impagos en mitad de la campaña 2018-19, haber sufrido un nuevo descenso administrativo a final de temporada y haber sido expulsado de Tercera División tras no comparecer a sus dos primeros partidos de liga. El 20 de octubre de 2020, el juez de lo mercantil de Tarragona decide disolver la SAD y desproveer de los poderes que tenía la sociedad americana Clinton Onolfo sobre el equipo, haciendo oficial así su desaparición.

## Historia
El Club Deportivo de Reus fue fundado el 23 de noviembre de 1909 sobre los cimientos del desaparecido Reus Sport Club. Inicialmente se dedicaba exclusivamente a la práctica del fútbol. Su primer recinto de juego fue el velódromo de la calle de San Juan. En 1913 estrenó su primer campo fijo, en la carretera de Salou. Hasta 1927 no estrenó su primer campo en propiedad, un estadio ubicado en la calle Gaudí.
El 29 de septiembre de 1917 se oficializó la unión del CD Reus con el Club Velocipedista y el SC Olímpia y se convirtió en un club polideportivo cuyo nombre pasó a ser Reus Deportiu. 
En 1918 fue aceptado como miembro de la Federación Catalana de Fútbol, lo que le permitió empezar a competir de manera oficial. En 1923 y 1924 se proclamó campeón de Cataluña en segunda categoría. Sin embargo, la guerra civil española frenó su progresión.
En 1941, tras el conflicto bélico, su nombre pasó a ser Reus Deportivo, y con el auge del profesionalismo deportivo, empezó a sufrir una importante crisis económica que le llevó a escindirse, en 1951, en dos entidades: el Club de Fútbol Reus Deportivo, dedicado exclusivamente a la práctica del fútbol, y el Reus Deportivo, que conservó las otras secciones, de las cuales la más destacada es la de hockey sobre patines.
En octubre de 1977 adoptó su actual denominación de Club de Futbol Reus Deportiu e inauguró en la calle Alcover el Camp Nou, su actual estadio. Pocos años después, la temporada 1980-81, se proclamó campeón de Tercera división y ascendió por primera vez a Segunda división B, que es la mayor categoría alcanzada hasta el momento. En Segunda B permaneció dos años, hasta perder la categoría en 1983.
Luego llegaron años difíciles en los que el Reus llegó a caer a la categoría regional. A finales de los años 90 resurgió: regresó a Tercera división en 1999 y en 2002 logró nuevamente ascender. Desde entonces es un equipo ascensor entre Tercera y Segunda B.
A partir de la temporada 2006-2007, el Reus encadenó cinco promociones consecutivas de ascenso a Segunda B. Cayó eliminado en las cuatro primeras ante el Betis B, el Sangonera Atlético, el Binisalem y el Jerez CF. En la temporada 2007-08 también llegó a alcanzar la final de la Copa de la RFEF, pero cayó eliminado frente al campeón de aquella edición el CD Ourense.
En la temporada 2010-11, tras finalizar la campaña regular en 4.ª posición, y superar con éxito los cruces de play-off contra el Universidad de Oviedo, el Náxara CD y el CD Comarca de Níjar, el conjunto rojinegro volvió cinco años después a la categoría de bronce del fútbol español, la Segunda División B. Milita en esta categoría a partir de la temporada 2011-12, durante la cual hizo historia al estar siete jornadas consecutivas en primera posición y haber acabado octavo tras haber luchado hasta la penúltima jornada por un puesto en los playoff a Segunda División.
En la temporada 2012-2013 sigue en el grupo III de la Segunda B, donde logra la permanencia sin excesivos problemas, pese a un final de campaña en el que el equipo sufrió un bajón de rendimiento alarmante. Bajó desde la parte media-alta de la posición a acabar la liga 14.º, a tan sólo 2 puntos de la zona de descenso. Con Emili Vicente como nuevo entrenador, se repite el guion en la temporada 2013-14: el equipo va de más a menos y termina como 12.º clasificado.

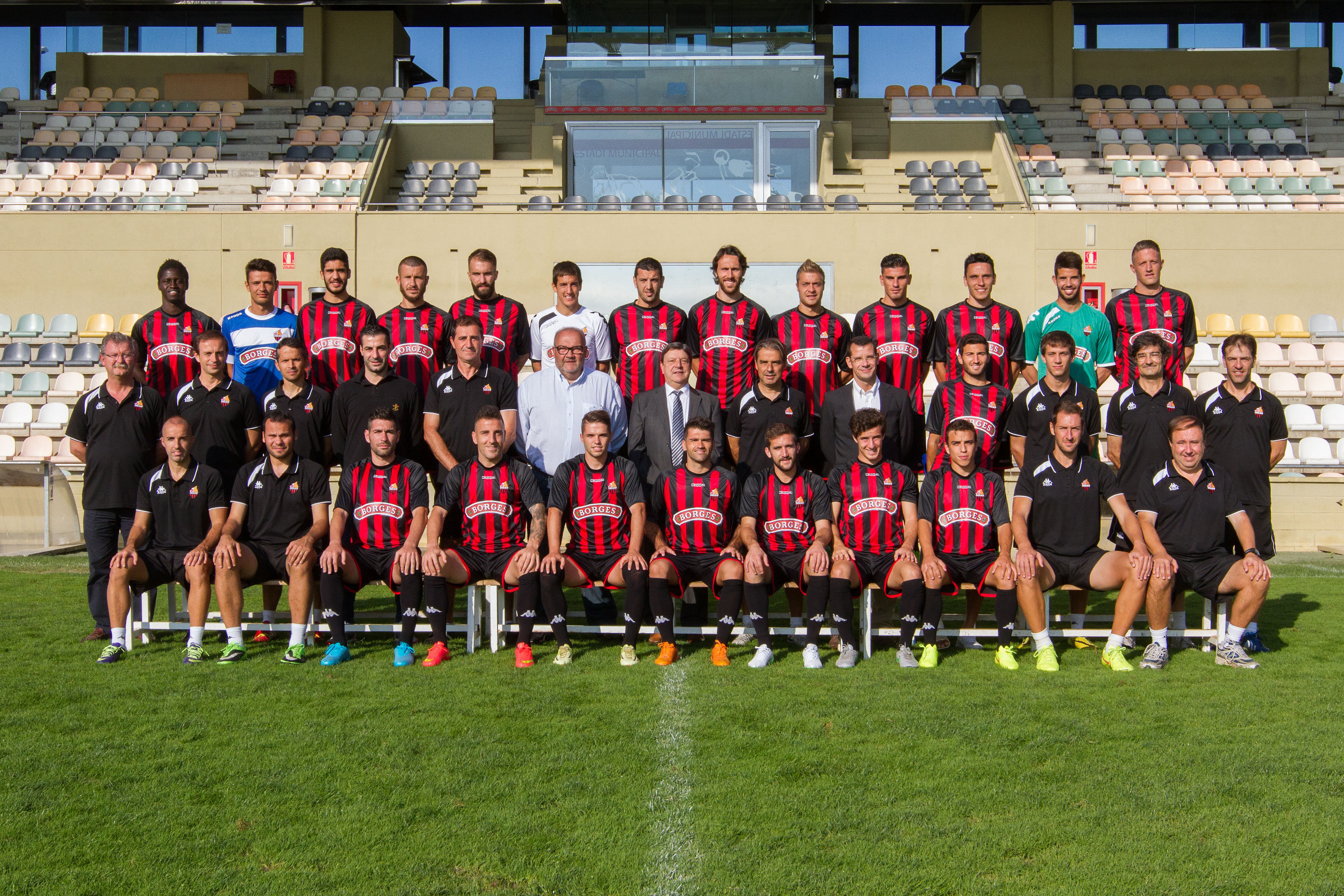
Plantilla 2015/16

En la temporada 2014-15, con Joan Oliver i Fontanet como máximo accionista, tras la transformación del mismo en SAD, el club se fija como objetivo el ascenso a Segunda División. La llegada de Natxo González como técnico y la profesionalización de la plantilla hacen que, finalmente, el CF Reus Deportiu SAD consiga quedar tercero de su grupo, un hecho histórico que le permitió jugar por primera vez el play-off de ascenso a Segunda División. Cayó eliminado ante el Racing Club de Ferrol tras perder por la mínima en Galicia (0-1) y empatar 1-1 en el Estadi Municipal.
En la temporada 2015-16, con la continuidad del cuerpo técnico encabezado por Natxo González, el club incorpora a hombres como Fernando Rodríguez (proveniente del Hércules de Alicante), Alberto Benito (Sporting de Gijón "B"), Rafa García (Alavés) o Ángel Martínez (RCD Español "B") y mantiene como objetivo el ascenso de categoría. En esta misma temporada, el Reus hizo historia al lograr, por primera vez, el ascenso Segunda División tras ganar el play-off directo tras vencer al Racing de Santander, de modo que en la temporada 2016-17 disputa su primera temporada en la categoría de plata del fútbol nacional.
En las temporadas 2016-17 y 2017-18, el Reus consigue la permanencia en la segunda categoría del fútbol nacional con holgura, pues quedó en la clasificación de la Segunda División en la undécima y decimocuarta posición respectivamente, por lo que en la temporada 2018-19, disputa su tercera campaña en dicha categoría en toda su historia.
Sin embargo, la situación económica de la entidad empieza a ser angustiosa. El 30 de octubre de 2018, el consejero delegado, Joan Oliver, reconoce que el club catalán tiene una deuda de 5,3 millones de euros, motivo por el que la sociedad decide entrar en preconcurso de acreedores. La plantilla, tras casi un trimestre sin cobrar, expresó su protesta en el enfrentamiento contra el Alcorcón, en el que permanecieron abrazados en el centro del campo sin disputar el balón durante el primer minuto.
Ante la posibilidad de que la campaña de Segunda División se quedara coja sin uno de sus equipos, LaLiga ofreció a los jugadores el pago de las mensualidades atrasadas y de todas sus mensualidades hasta final de temporada. Esta solución no convenció a la plantilla ya que no incluía al cuerpo técnico y al resto del personal del club. Además implicaba un expediente a la entidad con el consiguiente descenso administrativo al finalizar la liga, y esto dejaría al equipo compitiendo en la categoría sin ningún objetivo hasta junio.
El 12 de diciembre de 2018, los jugadores de la plantilla comunicaron que procedían a denunciar al club tras tres meses de impago de sus nóminas. Un hecho que conllevaría la inmediata rescisión de los contratos de los futbolistas, libres para poder abandonar la entidad, y la exclusión del equipo en la competición en curso, al no contar con el mínimo de jugadores exigibles con ficha de profesional, así como el descenso administrativo de categoría. Tres días después, el sábado 15 de diciembre, pocas horas antes de que el equipo se enfrentara en su estadio al Córdoba, el club informó que pagaría las nóminas pendientes a los jugadores y evitaría así su desaparición.
El 21 de enero de 2019, el grupo inversor estadounidense Real State Investment anunció la compra del club por medio de un tuit en su cuenta oficial, pero al haberse realizado después de que el Reus incumpliera sus obligaciones de pago con sus jugadores, no tendría efecto sobre el expediente disciplinario abierto contra el equipo. El 28 de enero el Juez de Disciplina Social de LaLiga expulsa al equipo tres temporadas del fútbol profesional, por lo que no podrá jugar ni en Segunda ni en Primera División.
El 17 de julio de 2019 finalmente se confirmó la exclusión del CF Reus de la 2.ª División B de España y su descenso automático a Tercera por impagos como consecuencia de su delicada situación económica, además de no presentar los avales necesarios para competir en la Segunda División B. El descenso también arrastró a su filial que bajó de Tercera a Regional catalana.
El 8 de septiembre, tras no poder inscribir jugadores debido a las deudas todavía existentes, el equipo consumó una segunda incomparecencia en el campeonato de Tercera División, siendo expulsado del torneo dos días más tarde de acuerdo con las normas de competición de la Federación Catalana.
En una resolución fechada a 11 de octubre, el Tribunal Administrativo del Deporte anuló la decisión de la RFEF de descender administrativamente al Reus de Segunda B a Tercera por no haber aplicado correctamente el pertinente procedimiento sancionador, lo que otorgaría al equipo el derecho a ser readmitido en la temporada en curso de Segunda B, pero la Federación Española se opone a ello por el trastorno que conllevaría incluir un nuevo equipo a uno de los grupos con varias jornadas ya disputadas. A pesar de la posibilidad por parte de la RFEF de recurrir la resolución del TAD, el Reus anunció su intención de reincorporarse a Segunda B a partir de la temporada siguiente, 2020-21.
El 20 de octubre de 2020, el juzgado de primera instancia mercantil de Tarragona, ordena su disolución por el descubierto declarado de más de nueve millones de euros. Esta desaparición pone fin a 111 años de historia deportiva en la población de Reus.

## Uniforme
- Uniforme titular: Camisa roja y negra, pantalón negro y medias negras.
- Uniforme visitante: Camisa azul celeste, pantalón azul celeste y medias blancas.[21]

## Campo
Jugaban sus partidos en el Camp Nou Municipal, recinto con 4.300 asientos y zonas de pie que suman hasta 5000 espectadores inaugurado en 1978 y que desde 1984 es de titularidad municipal. Es el cuarto campo en la historia del CF Reus Deportiu, tras el campo de la Carretera de Salou (1913-1919), el Campo del Camino de l'Aleixar (1919-1927) y el estadio de la calle Gaudí (1927-1977).

## Organigrama deportivo

### Entrenadores
Cronología de los entrenadores
- Natxo González (2004-07).
- Ramón María Calderé (2008-09).
- Santi Castillejo (2009-13).[22][23]
- Emili Vicente Vives (2013-14).
- Natxo González (2014-17).
- Aritz López Garai (2017-18).
- Xavier Bartolo (2018-19).

## Datos del club
- Temporadas en Primera División: 0.
- Temporadas en Segunda División: 3.
- Temporadas en Segunda División B: 9
- Temporadas en Tercera División: 48.
- Mejor puesto en la liga (en Segunda División de España): 11.º (temporada 2016-17).
- Peor puesto en la liga (en Segunda División de España): 22.º (temporada 2018-19).

## Palmarés

### Torneos nacionales
| Competición nacional                      | Títulos           | Subcampeonatos                      |
| ----------------------------------------- | ----------------- | ----------------------------------- |
| Segunda División "B" de España (0/1)      |                   | 2015-16.                            |
| Tercera División de España                | 1980-81, 2006-07. | 1979-80, 2003-04, 2008-09, 2009-10. |
| Copa Federación de España (0/1)           |                   | 2007-08.                            |
| Copa de Campeón de Segunda "B" (0/1)      |                   | 2015-16.                            |
| Campeonato de España de Aficionados (1/0) | 1976.             |                                     |